# Firmin Ngrébada
Firmin Ngrébada (ur. 24 maja 1968) – polityk środkowoafrykański.

## Życiorys
Ukończył studia z zakresu prawa publicznego na uniwersytecie w Bangui. Żonaty z kuzynką prezydenta kraju Faustina Touadera, stał na czele jego sztabu wyborczego podczas wyborów prezydenckich w 2016. Przewodniczył również delegacji podczas rozmów ze zbrojnymi siłami rebeliantów, które doprowadziły do podpisania umowy pokojowej 2 lutego 2015. Po dymisji rządu Simplice Sarandji został powołany na stanowisko premiera z misją utworzenia rządu jedności narodowej.